# 摔炮

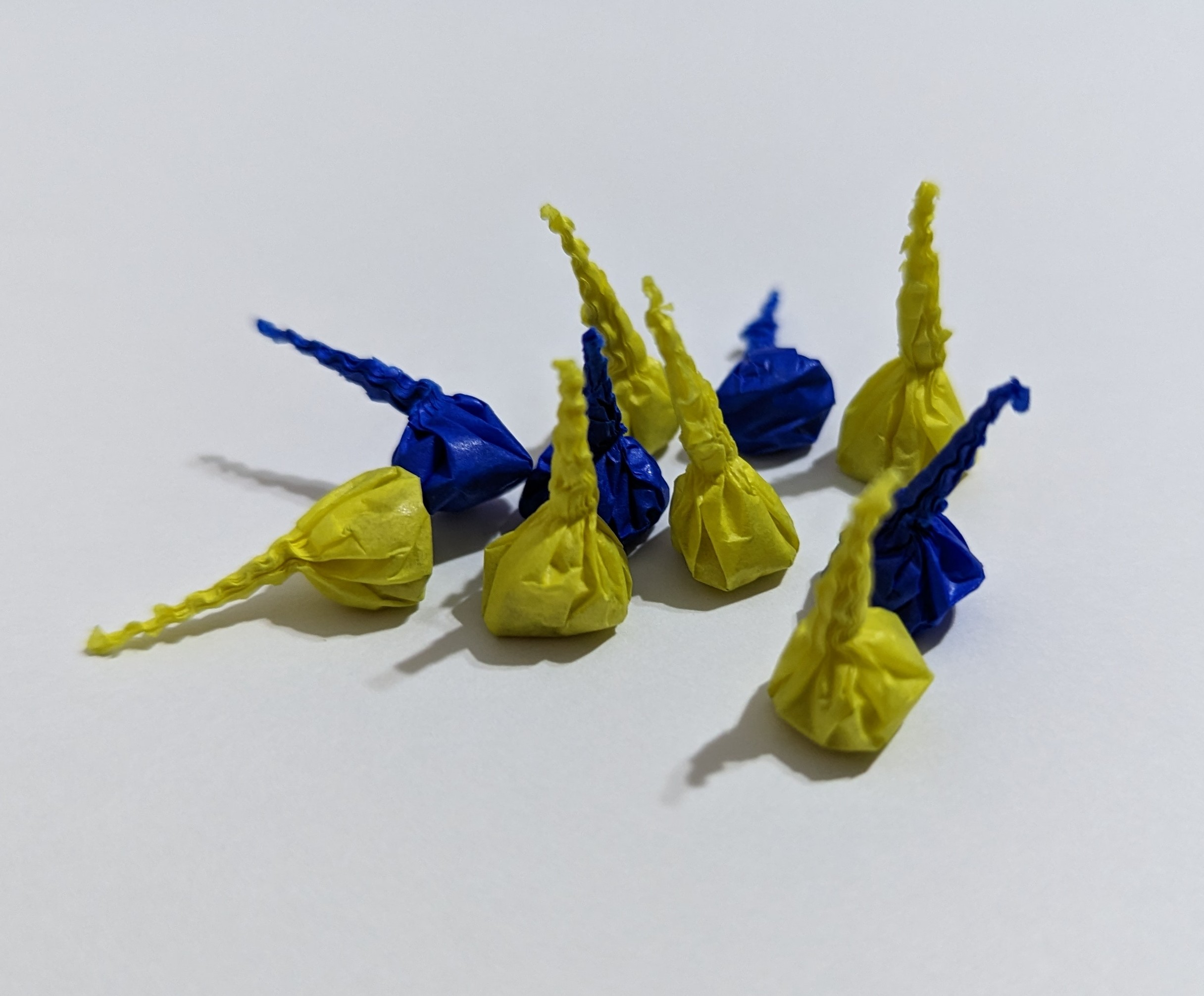
几颗摔炮粒

摔炮，又称砂炮或甩炮，是一种爆炸物，为节日期间的助兴品，可以踩、捏、摔来引爆。砂泡原料易得，砂子占99%，其他为少量酒精、硝酸、银盐等。